# Західноукраїнське орнітологічне товариство
Західноукраїнське орнітологічне товариство (ЗУОТ) — наукове товариство, громадська організація, яка об'єднує дослідників птахів.

## Історія
Товариство діє з 1984 року.
Започатковане як Західна філія Українського відділення Всесоюзного орнітологічного товариства (1984—1989), потім було Західним відділенням Українського орнітологічного товариства (1989—2004), а з 2004 року стало Західноукраїнським орнітологічним товариством.
ЗУОТ об'єднує 85 професійних орнітологів та аматорів з 13 областей України, Польщі та Румунії, у тому числі 25 кандидатів та докторів наук (24 кандидати та 1 доктор). У товаристві традицією стала ротація керівного складу. Тривалий час (1984—2004) активність товариства забезпечував своєю діяльністю Ігор Горбань, згодом його справу продовжив у 2004—2012 рр.
Андрій Бокотей, співробітник Державного природознавчого музею НАН України (Львів). На сьогодні керівник товариства — Микола Матвєєв, орнітолог, декан природничого факультету Кам'янець-Подільського національного університету.

## Проекти товариства
Основними напрямками діяльності товариства, докладно викладеними на сайті ЗУОТ, є:
- видання журналу «Troglodytes»
- ведення Бібліотеки ЗУОТ
- ведення Бібліографії по заходу України
- ведення Банку гнізд
- програма Спостереження рідкісних птахів
- ведення Регіональної бази аномалій у птахів
- розробка Освітніх програм товариства
- виконання Наукових програм товариства
- проведення щорічної Орнітошколи
- ведення Форуму ЗУОТ.

Щороку товариство веде один або декілька наукових проектів та освітніх програм. Поточна екоосвітня програма має назву «Лелека».

## Видання товариства
Товариство видає журнал «Troglodytes».
На сьогодні товариством видано наступні випуски:
- Випуск 1 — 2010 (у вільному доступі)
- Випуск 2 — 2011 (у вільному доступі)
- Випуск 3 — 2012 (у вільному доступі)
- Випуск 4 — 2013 (тільки друкована версія)
- Випуск 5-6 — 2015 (тільки друкована версія)

## Орнітошколи
Щороку товариство проводить Орнітошколи, започатковані на Шацьких озерах, потім продовжені на Поділлі. Орнітошколи стали особливістю західноукраїнського товариства орнітологів: школа — це активний обмін досвідом, що краще сприяє професійному росту орнітологів, ніж традиційні конференції.